# كاخي كاخياشفيلي
كاخي كاخياشفيلي (باليونانية: Κάχι Καχιασβίλι)‏ (Kakhi Kakhiashvili) هو لاعب أولمبي لرياضة رفع أثقال من اليونان. شارك في الأولمبياد الصيفي في 1992–2000، وفاز بما مجموعه 3 ميداليات.

## الميداليات
| ذهب | فضة | برونز | المجموع |
| 3   | 0   | 0     | 3       |

## روابط خارجية
- كاخي كاخياشفيلي على موقع IAT Database Weightlifting (الألمانية)
- كاخي كاخياشفيلي على موقع اللجنة الأولمبية الدولية (الإنجليزية)
- كاخي كاخياشفيلي على موقع أوليمبيديا (الإنجليزية)